# 辨法法性論
辨法法性論（梵文：Dharma-dharmata-vibhanga），瑜伽行派論書，為藏傳彌勒五論之一，在藏傳佛教當中深受重視，為分別有漏的生死法如何流轉，和無漏的涅槃法如何證得的論典。民國25年（1936年）由法尊法師首次漢譯出，傳為世親作的釋論法尊未譯出。韓鏡清的《慈氏學九種譯著》收有世親造《辨法法性論釋》。
按照西藏傳說的記載，該論由印度大手印法系傳人慈護（Maitripa，1007-1085）傳入西藏。在傳說中，慈護見到佛塔放光，並從塔中取出了《辨法法性論》和《大乘寶性論》，此後經他祈求，彌勒現身為他講授兩論。